# Horspath
Horspath is een civil parish in het bestuurlijke gebied South Oxfordshire, in het Engelse graafschap Oxfordshire met 1378 inwoners.

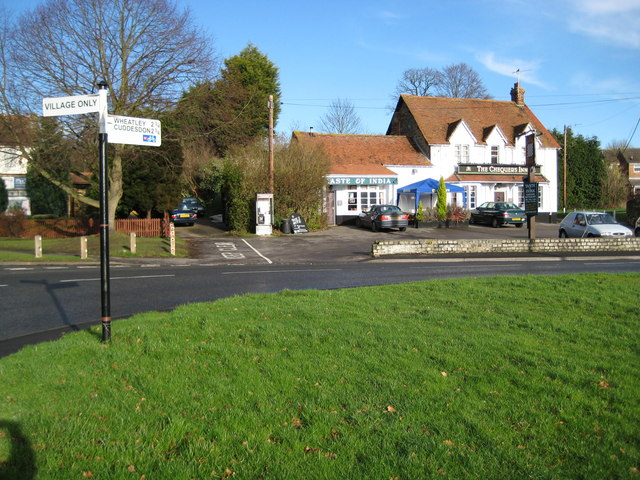
Pub in Horspath
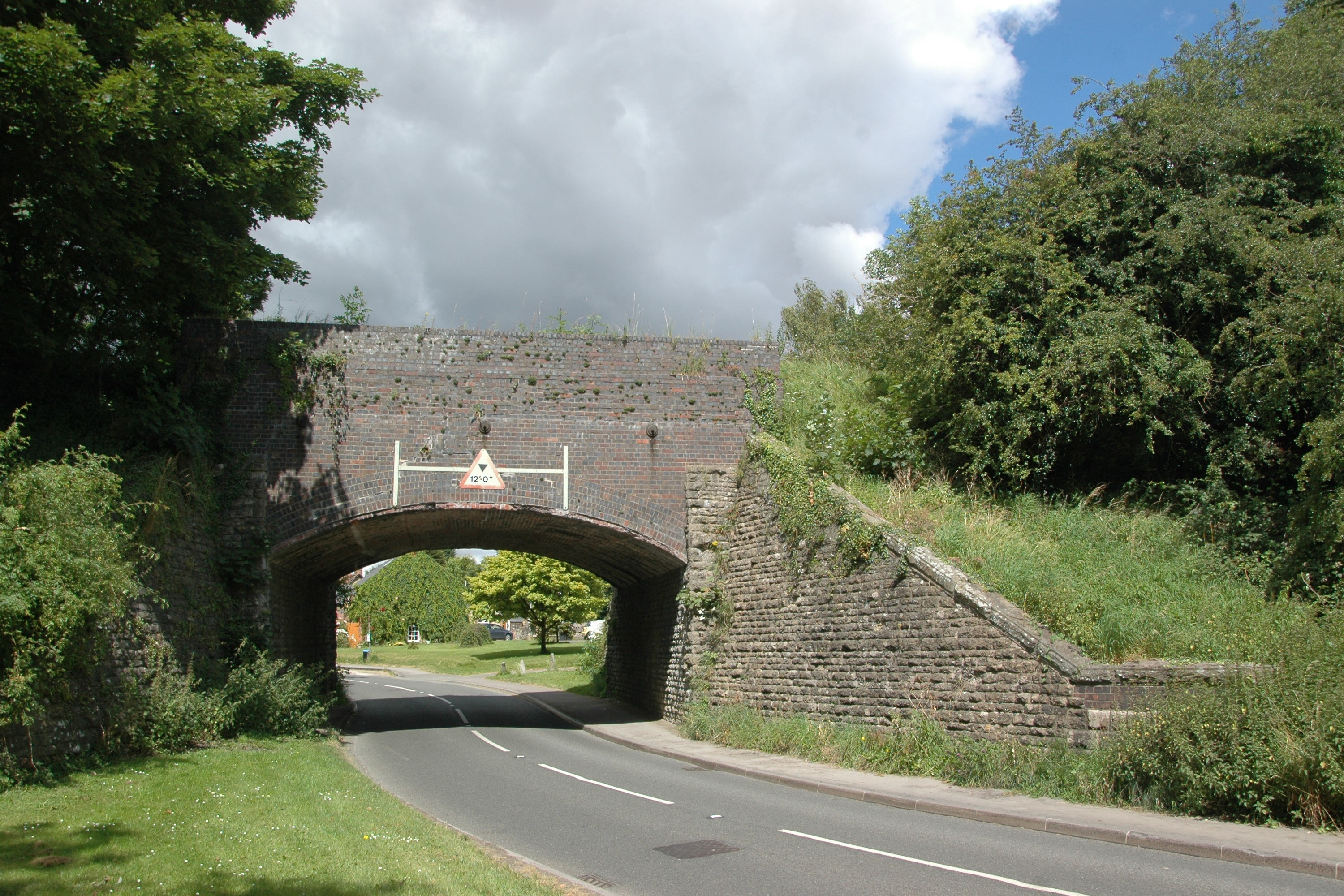
Cuddesdon Bridge